# Reci
Reci (en hongrois: Réty) est une commune roumaine du județ de Covasna, dans le Pays sicule en Transylvanie. Elle est composée des quatre villages suivants:
- Aninoasa (Egerpatak)
- Bita (Bita)
- Reci, siège de la commune
- Saciova (Szacsva)

## Localisation
Reci est située au centre-sud du județ de Covasna, à l'est de la Transylvanie, au pied des monts Întorsurii, sur les rives de la Negru (affluent de l'Olt), à 12 km de Sfântu Gheorghe (Sepsiszentgyörgy).

## Monuments et lieux touristiques
- Église réformée du village de Reci (construite au XIIIe siècle), monument historique[2]
- Église réformée du village de Saciova (construite au XVe siècle), monument historique
- Manoir Antos du village de Reci (construite en 1825), monument historique
- Maison de Salamon du village de Reci (construite au XVIIIe siècle), monument historique
- Site archéologique Telek du village de Reci
- Site archéologique Castellum de Comalău du village de Reci
- Lac Reci[3]
- Rivière Negru
- Monts Întorsurii
- Réserve naturelle Mestecănișul de la Reci (aire protégée avec une superficie de 48,20 ha)